# Comitatul Lethbridge, Alberta
Comitatul Lethbridge, din provincia Alberta, Canada  este un district municipal situat sudic în Alberta. Districtul se află în Diviziunea de recensământ 2. El se întinde pe suprafața de  2,837.80 km2  și avea în anul 2011 o populație de  10,061 locuitori.
Cities Orașe
- Lethbridge

Towns Localități urbane
- Coaldale
- Coalhurst
- Picture Butte

Villages Sate
- Barons
- Nobleford

Summer villages Sate de vacanță
--
Hamlets, cătune
- Chin
- Diamond City
- Fairview
- Iron Springs
- Monarch
- Shaughnessy
- Turin

Așezări
- Agriculture Research
- Albion Ridge
- Broxburn
- Commerce
- Eastview Acres
- Ghent
- Kipp
- Lenzie
- McDermott
- Piyami
- Stewart
- Stewart Siding
- Sunset Acres
- Tempest
- Tennion
- Westview Acres
- Whitney
- Wilson

1. 1 2  Population and dwelling counts, for Canada, provinces and territories, and census subdivisions (municipalities), 2016 and 2011 censuses – 100% data (în engleză), 20 februarie 2019